# Брезе при Подплату
Брезе при Подплату (на словенски: Brezje pri Podplatu) е село в Словения, Савински регион, община Рогашка Слатина. Според Националната статистическа служба на Република Словения през 2002 г. селото има 55 жители.